# Dematochroma
Dematochroma és un gènere d'escarabats de la família Chrysomelidae. El gènere va ser descrit científicament per primera vegada en 1864 per Baly. El gènere inclou les següents espècies:
- Dematochroma doiana Jolivet, Verma Y Mille, 2007
- Dematochroma foaensis Jolivet, Verma Y Mille, 2007
- Dematochroma fusca Jolivet, Verma Y Mille, 2007
- Dematochroma helleri Jolivet, Verma Y Mille, 2007
- Dematochroma pilosa Jolivet, Verma Y Mille, 2007